# Каменский (Степнохуторский сельский округ)
Каменский — поселок в муниципальном образовании город Ефремов Тульской области.

## География
Находится в юго-восточной части Тульской области на расстоянии приблизительно 20 км на север по прямой от города Ефремов, административного центра округа.

## История
В конце 1930-х годов здесь (тогда Каменские выселки) отмечено было 18 дворов.

## Население
Постоянное население составляло 23 человека (русские 100 %) в 2002 году, 5 в 2010.